# 개브리엘 라벨
개브리엘 라벨(Gabriel LaBelle, 2002년 9월 ~ )은 캐나다의 배우이다.

## 출연 작품

### 영화
- 더 프레데터 (2018) - EJ 역
- 파벨만스 (2022) - 새미 파벨만 역
- 새터데이 나이트 (2024) - 론 마이클스 역

### 텔레비전
- 아메리칸 지골로 (2022) - 줄리언 케이 아역